# Ballonherz
Ballonherz ist das Debütalbum des deutschen Rappers Olson. Es erschien am 29. August 2014 über das Label Vertigo Berlin und erreichte Platz fünf der deutschen Albumcharts sowie Platz 90 in der Schweiz.

## Titelliste

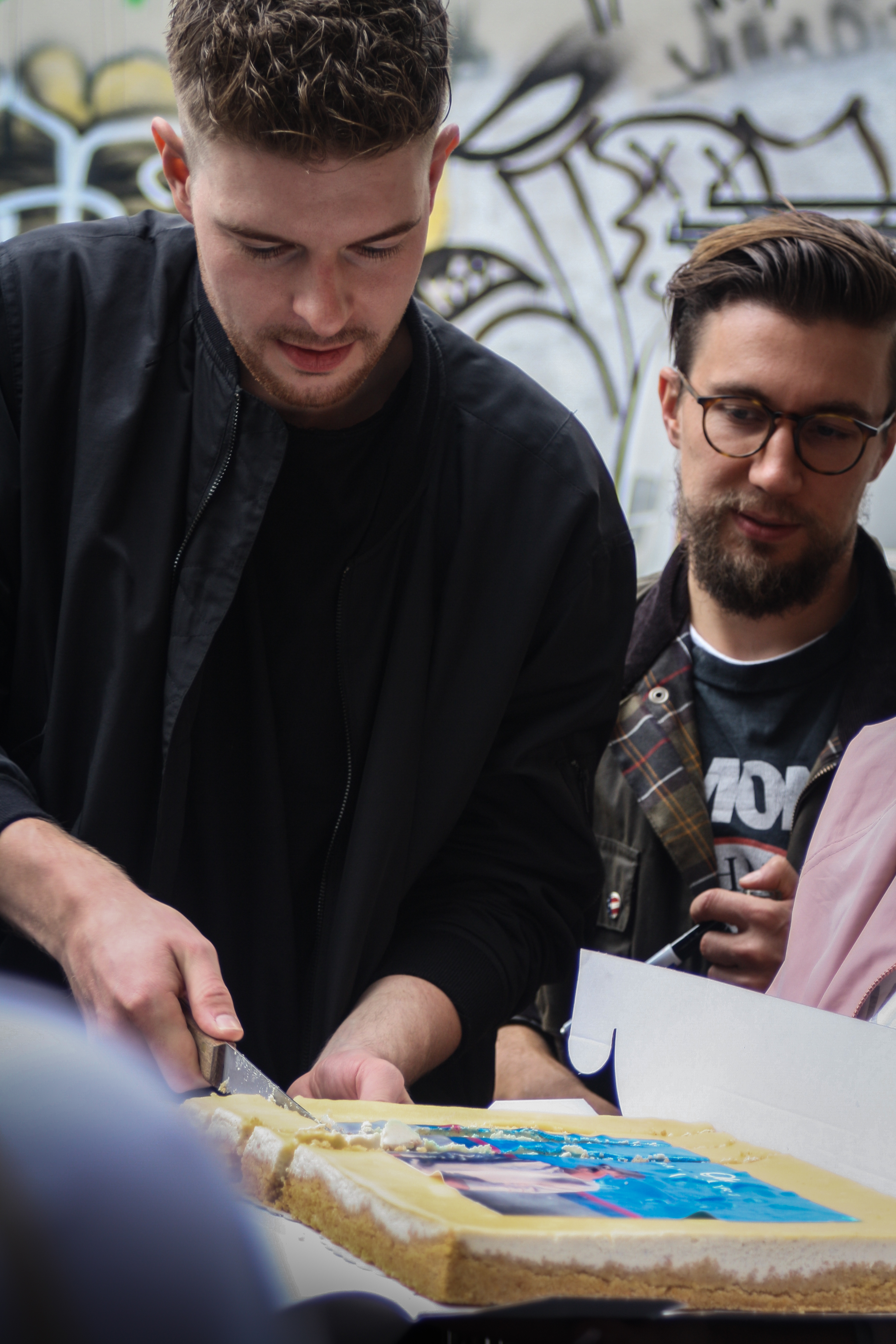
Olson (links) und Prinz Pi (rechts) bei der Veröffentlichungsfeier von Ballonherz mit Torte im Cake Design des Albumcovers

Alle Titel entstanden in Zusammenarbeit von Olson und Philip Böllhoff. Bei Cornflakes & Trash TV wirkte außerdem David Ruoff als Produzent mit.
1. Mein Kleines Hollywood – 4:41
2. Der Beste Moment – 3:45
3. Paris (Fernweh I) – 3:34
4. Ballonherz – 4:32
5. Megafon – 3:46
6. James Dean – 3:35
7. Niemand > Wir – 4:28
8. Morgen Vorbei – 3:36
9. Taxameter – 3:51
10. Flugmodus – 3:45
11. Cornflakes & Trash TV – 4:20
12. Meer (Fernweh II) – 3:31
13. Feuerwerk – 3:33

## Entstehung & Hintergrund
Olson schrieb die erste Zeile für Ballonherz im Frühjahr 2012 für den späteren Song Der Beste Moment; jedoch nicht auf das letztlich auf dem Album genutzte Instrumental, sondern auf das eines anderen Produzenten. Diese Ursprungsversion spielte er auch einige Male live.
Nach seinem Umzug nach Berlin traf er sich mehrfach mit Produzenten und Songwritern, die ihm dabei helfen sollten, die in seinem Kopf herangewachsene Vision adäquat umzusetzen. Da er anfangs kaum Vorstellungen davon hatte, in welche Richtung er stilistisch mit Ballonherz gehen wollte, ließ er zunächst sehr viele Außeneinflüsse zu und nahm auch bereits fertige Soundskizzen in seine Musik auf. Doch da ihm die Möglichkeit, jede Zeile persönlich vertreten zu können, wichtig war, begann er damit, die Texte und Melodien eigens zu verfassen. Durch einen Freund lernte er Philip Böllhoff von den Beatgees kennen, mit dem er zunächst ohne jedwede finanzielle Mittel an der Platte arbeitete. Textlich wurde er vor allem von professionellen Songschreibern beraten.
Das Album erzählt eine komplett autobiographische Geschichte, die insbesondere seine letzten beiden Jahre vor der Veröffentlichung beinhaltet und zusammenfasst. Der Titel ist an den 2011 gemeinsam mit DJ Stickle aufgenommenen Song Ballonherz angelehnt.

## Rezeption
Daniel Schieferdecker schrieb in der Juice, dass Ballonherz kein gewöhnliches Hip-Hop-Album mit Popanleihen, sondern viel mehr umgekehrt, ein Pop-Album mit Anleihen von Rapmusik ist, aber das keine schlechte Nachricht für ihn sei. „»Ballonherz« ist nicht nur ein hervorragend ausproduziertes und lyrisch souveränes, sondern vor allem ein ungemein stimmiges Album.“ Olson passe sehr gut zur Musik und man merke ihm an, dass er sich beim Rappen zu dieser wohl fühlt. Die enthaltenen Themen hätten alle „Hand und Fuß“ und „die wuchtigen Widerhaken, die aus jedem einzelnen Melodiebogen ragen, bohren sich tunneltief in den auditiven Cortex“. Persönliche Highlights seien laut ihm die Titel Cornflakes & Trash TV und Megafon. Mit dem Album habe Olson „ein dermaßen großes und heliumleichtes »Ballonherz« vorgelegt […], das die inhärente Schwere der Platte mühelos von dannen trägt, ohne sie vergessen zu machen“.
In der Laut.de-Rezension von Dani Fromm behauptet diese „die stimmigen Atmosphären [von Olsons] Tracks entwickeln ihre Sogwirkung von ganz alleine“. Olson brauche nach ihr keine Featuregäste, da er ja seine eigene sehr intime Geschichte erzählt. Sein Faible für Pop wirke sich äußerst positiv aus und „[s]tatt monoton seine Verse herunterzureißen, [flechtet] er Melodien und Harmonien ein“. Der Frauengesang im Lied Paris (Fernweh I) falle ihrer Meinung nach „trotzdem eine Idee zu zuckrig aus“. Der vermittelte Inhalt passe hervorragend zur Musik und verbinde sich widerstandslos mit dieser.
Auch Lukas Maierstro Maier von rappers.in lobte, was auf dem Album dargeboten wird. Laut ihm sei es „ganz großes Kino: jung gebliebene Themen, verpackt in einem gereiften, erwachsenen Sound. Zwar ohne eine lupenreine und fehlerfreie Darbietung, aber mit einer gewissen Portion charakteristisch rauer Makel, die »Ballonherz« – ein Album mit unfassbarer Liebe zum Detail – prägen und vervollständigen.“ In seinen Augen könne man sich mit Olsons Worten identifizieren und einen Entwicklungshöhepunkt, wie diesen, kaum schöner vorstellen.
Alina Klöpper, die einen Review für meinrap.de verfasste, kritisierte vor allem, dass die Produktionen zu „glattpoliert“ wirken, „um wirklich zu berühren oder auch nur Ohrwurmpotenzial zu besitzen“. Dabei verglich sie die enthaltene Musik mit Hymnen, doch den Liedern fehle dennoch „das gewisse Etwas, das den Hörer auf Repeat schalten lässt“. Im weiteren Verlauf bezeichnet sie Ballonherz als „in die Welt geschmissen[es] Ding“. „Für fünf Minuten hübsch anzuschauen, aber dann eben doch nur verdammt belanglose heiße Luft.“